# The Last Temptation of Homer
«The Last Temptation of Homer» (рус. Последнее искушение Гомера) — девятый эпизод пятого сезона мультсериала «Симпсоны». Премьера состоялась 9 декабря 1993 года.

## Сюжет
Гомер и его коллеги едва спаслись от утечки газа на атомной электростанции. Один из коллег, Чарли, уволен после того, как попросил мистера Бёрнса создать настоящий аварийный выход. Когда Бёрнс нарушает многочисленные законы о труде, нанимая замену (например, рабочих без документов и уток), Министерство труда Соединённых Штатов требует, чтобы он нанял хотя бы одну работницу-женщину.
Тем временем Барта отправляют к окулисту после того, как в школе обнаруживали, что у него плохое зрение. Окулист заметил, что у Барта ленивый глаз, и надевает ему очки в чёрной оправе, которые он должен носить в течение двух недель. Дерматолог лечит сухую кожу головы Барта, покрывая его волосы лечебной мазью, разделяя его волосы на обе стороны. Он получает негабаритные ботинки от ортопеда, чтобы поправить осанку, и отоларинголог брызгает ему в горло. Эти изменения делают Барта похожим на Джерри Льюиса из «Чокнутого профессора», и его голос более похож на нерда, но школьные хулиганы настроены воинственно против него.
На Спрингфилдской атомной электростанции нанимают красивую женщину Минди Симмонс, и Гомер влюбляется в неё. Барни советует ему поговорить с Минди, потому что у них, скорее всего, не будет ничего общего. К своему ужасу, Гомер обнаруживает, что у них точно такие же интересы. Мардж сильно простужается, что делает её непривлекательной для Гомера. Последний решает сказать Минди, что они должны избегать друг друга из-за их взаимного влечения. Тем не менее они были выбраны для представления Спрингфилдской атомной электростанции на Национальном съезде энергетиков в столице.
В конце концов Барт возвращается в школу в прежнем виде после окончания лечения, но хулиганы всё равно избивают его, раз он так настоял.
После романтического ужина в качестве награды за победу на съезде Гомер и Минди возвращаются в свой номер в отеле. Минди говорит Гомеру, что она думает о нём, но уверяет его, что он может решить, как далеко зайдут их отношения. Хотя он очень соблазнён ею, Гомер заявляет о своей верности Мардж. Минди принимает его решение и уходит после того, как они поцеловались. Позже Мардж и Гомер проводят вместе романтический вечер в одной комнате, где Гомер обнаруживает индейку, которую они с Минди оставили за кроватью после того, как заказали обслуживание номеров, с навязчивым коридорным, который получил в глаз будто бы заслуженно.

## Культурные отсылки
- Когда Гомер впервые встречается с Минди, он представляет себе её в образе Венеры на картине Сандро Боттичелли «Рождение Венеры».
- Летающие обезьяны Бёрнса является отсылкой к фильму «Волшебник страны Оз» (1939).
- Когда Гомер сталкивается с Минди в лифте, он собирается подумать о чём-нибудь не сексуальном и представляет себе Барни в бикини, напевая мотив американской комедии положений «Я мечтаю о Джинни».
- Сон Гомера, где видно, что было бы, если бы он был вместе с Минди,— отсылка не только к фильму «Эта прекрасная жизнь» (1946), но и к повести Чарльза Диккенса «Рождественская песнь в прозе» (1843).
- В ванной комнате Гомер поёт пародию на песню Барри Манилоу «Мэнди», заменяя имя заглавной героини на Минди. А когда он остаётся с Мардж в столичном отеле «Плаза», звучит известная песня Барри Уайта «Can't Get Enough of Your Love, Babe» (1974).